# Condiții standard de temperatură și presiune
Prin conditii standard (sau condiții normale) se înțelege valoarea uzuală a unor parametri precum presiunea atmosferică și temperatura mediului. 
Există mai multe versiuni ale valorilor acestor parametri, care desemnează condițiile normale: cea a Uniunii Internaționale de Chimie Pură și Aplicată (IUPAC) : 0 °C (273.15 Kelvin, 32 °Fahrenheit) și o presiune de 100 kPa (14.504 psi, 0.986 atmosfere) și cea a Institutului Național al Statelor Unite privind Standardele și Tehnologia : 20 °C (293.15 Kelvin, 68 °Fahrenheit) și o presiune de 101.325 kPa (14.696 psi, 1 atmosferă).
La condițiile normale se face referire mai ales în domeniul termodinamicii, implicit în legile gazelor.